# Fetotomie
Unter Fetotomie versteht man einen geburtshilflichen Eingriff, bei dem die zu gebärende Frucht (Fötus) zerteilt wird, damit sie durch den Geburtskanal passt. Außer der Zerstückelung der Frucht gibt es auch die seltenere Variante, bei der lediglich Teile aus dem Innern des Fetus entfernt werden, um somit seine Größe zu verringern.

## Humanmedizin
In der Humanmedizin, wo dafür meist der Begriff Embryotomie verwendet wird, wurde dieser Eingriff fast vollständig durch den Kaiserschnitt abgelöst. In früheren Zeiten war es allerdings manchmal die letzte und einzige Möglichkeit, das Leben der Mutter zu erhalten, wenn ein Kind nicht mit anderen geburtshilflichen Methoden geboren werden konnte. Heutzutage könnte eine Embryotomie nur noch dann angezeigt sein, wenn der Kopf des Kindes bereits geboren ist und weder Rumpf noch Gliedmaßen entwickelt werden können.

## Veterinärmedizin
In der Veterinärmedizin wird die Fetotomie vor allem bei Pferden und Rindern eingesetzt. Diese Tiere sind groß genug, um eine Fetotomie über den Geburtskanal zu ermöglichen. Die Fetotomie bei Haussäugetieren ist schon seit den Griechen und Römern als Methode der Geburtshilfe bei Schwergeburten bekannt. Dabei wurden im Mutterleib abgestorbene Früchte mit Hilfe von Fingermessern relativ unsystematisch zerlegt. Erst mit der Entwicklung des Röhrenfetotoms durch Thygesen (1921/22), dessen Modifikation durch Richard Götze (1928) und der Einführung der Epiduralanästhesie durch Pape und Pitzschk (1925) in der ersten Hälfte des 20. Jahrhunderts wurde die Fetotomie zu einem gängigen tierärztlichen Eingriff. Mit der Einführung der Sulfonamide sowie der Antibiose um 1950 ergaben sich allerdings neue Möglichkeiten der Infektionsprophylaxe bei chirurgischen Eingriffen, so dass die Fetotomie bei Pferd und Rind bei vielen Indikationen zunehmend durch die Schnittentbindung (Kaiserschnitt, Sectio caeserea) ersetzt wurde. Trotzdem gibt es auch heute noch Indikationen, bei denen die Fetotomie gegenüber dem Kaiserschnitt die Methode der Wahl ist.
Indikationen für eine Fetotomie bei Rind und Pferd sind:
- ein zu enger knöcherner Geburtsweg (juveniles Muttertier, angeborene oder erworbene Beckenanomalien)
- ein zu enger weicher Geburtsweg (durch ungenügende Weitung oder eine verschleppte Geburt)
- eine absolut zu große Frucht
- durch den Geburtshelfer nicht zu korrigierende Haltungen oder Lagen des Fötus, die einen Auszug verhindern
- Missbildungen der Frucht (Schistosoma reflexum, Torticollis)
- eine Aufgasung der Frucht, die damit zu groß für die Passage durch den Geburtskanal wird
- eine im Geburtsweg feststeckende Frucht, die nicht weiter entwickelt werden kann

Komplikationen bei einer Fetotomie können Verletzungen der Gebärmutter oder des weichen Geburtskanals sein. Diese können zum einen durch die in den Geburtskanal eingeführten Instrumente und die notwendigen Manipulationen durch den Geburtshelfer entstehen. Zum anderen können je nach Schnittführung bei der Zerlegung des Fötus scharfkantige Knochenspitzen entstehen, die beim Auszug ebenfalls Verletzungen im weichen Geburtsweg verursachen können. Dauert der Eingriff zu lange, kann es durch die Manipulation zu einer zunehmenden Schwellung des Geburtskanals kommen, wodurch das weitere Arbeiten erschwert wird. Bei bereits länger im Mutterleib abgestorbenen und bakteriell infizierten Föten besteht durch die Zerlegung die Gefahr der Infektion für Muttertier und Geburtshelfer.

### Durchführung der Fetotomie
Die Fetotomie wird in der Veterinärmedizin mit Hilfe eines Fetotoms (auch Embryotom genannt) durchgeführt. Dabei handelt es sich um ein tierärztliches Instrument aus Metall, das entweder aus zwei parallel verlaufenden Röhren (Fetotom nach Thygesen modifiziert durch Götze) oder einer einzelnen Röhre, an deren Ende sich ein abgerundeter Kopf mit zwei Austrittsöffnungen für den Sägedraht befindet (Fetotom nach Neubarth und Benesch), besteht. Durch die Röhre(n) wird eine Drahtsäge geführt, die am Ende des Fetotoms eine Schlinge bildet, die um das abzusetzende Körperteil des Fötus gelegt wird. Am anderen Ende der Drahtsäge werden zwei Griffe angebracht, über die die Säge betätigt werden kann.
Die Fetotomie wird am stehenden oder liegenden Muttertier durchgeführt. Das Schmerzempfinden und die Bauchpresse werden durch eine Epiduralanästhesie, die Wehentätigkeit durch die Gabe eines Uterusrelaxans ausgeschaltet. 
Eine Fetotomie wird stets am toten Fötus durchgeführt; bei noch lebender, aber nach der Geburt nicht überlebensfähiger Frucht erfolgt vor dem Beginn der Fetotomie eine intrauterine Euthanasie.
Bei einer Totalfetotomie wird der Fötus in mehrere, einzeln über den Geburtskanal entwickelbare Teilstücke zerlegt. Bei einer Teilfetotomie dagegen werden nur einzelne Körperteile, die die Entwicklung der Frucht auf natürlichem Wege behindern, mit Hilfe des Fetotoms abgetrennt, so dass der Auszug der verbleibenden Frucht über den Geburtskanal erfolgen kann.